# Stephan Brenninkmeijer
Stephan Maria Brenninkmeijer (Doorwerth, 27 juni 1964) is een Nederlandse filmregisseur, -producent, filmeditor en scenarioschrijver.

## Levensloop
Brenninkmeijer werd geboren op Kasteel Doorwerth waar zijn ouders restaurateurs waren van het in het kasteel gevestigde restaurant Beaulieu. Hij bracht zijn latere jeugd door in Apeldoorn en werkte in die periode als operateur in meerdere bioscopen.

Na de middelbare school studeerde hij in Heerlen informatica en volgde opleidingen bij Philips.
Van 1988 tot 1992 studeerde Brenninkmeijer aan de Nederlandse Film en Televisie Academie, richting regie fictie en montage. Nog voor de officiële introductie van het non-lineaire editingsysteem Avid in Nederland monteerde hij op een demonstratiemodel hiervan zijn afstudeerfilm Rerun (1992). Deze werd door de VARA aangekocht en uitgezonden.
In 1992-1993 monteerde Brenninkmeijer het leeuwendeel van de serie Pleidooi. De serie ontving meerdere prijzen waaronder het Gouden Kalf voor beste televisiedrama en de Zilveren Nipkowschijf.
In 1994 kreeg hij als regisseur zijn eerste opdracht: de serie 12 steden, 13 ongelukken.
Na een aantal jaren voor televisie gewerkt te hebben op series als Voor hete vuren, Westenwind, Blauw blauw, 't Zal je gebeuren... en Echt waar, schreef en regisseerde Brenninkmeijer in 2000 de telefilm De Stilte van het Naderen. Deze won op het ICVM festival in Atlanta de Golden Crown Award voor beste internationale film.
In 2002 schreef, produceerde en regisseerde Brenninkmeijer de bioscoopfilm Swingers. De film kreeg met 1696 bezoekers een kleine bioscoopuitbreng in Nederland en België maar werd later door meer belangstelling uit het buitenland internationaal verkocht. Zo trok de film op de Duitse televisiezender ZDF bijna 3 miljoen kijkers.
In 2007 produceerde en regisseerde Brenninkmeijer voor de opening van de Betuweroute gemaakte The Italian Connection.
In 2011 schreef, produceerde en regisseerde Brenninkmeijer de psychologische thriller Caged.
In 2012 deed Brenninkmeijer en zijn team mee aan de Entertainment Experience, een user-generated film project van Paul Verhoeven. Brenninkmeijer wist met zijn team uiteindelijk vier van de acht delen te winnen. De gecombineerde delen van het team leverde een speelfilm op getiteld Lotgenoten, die een officiële bioscooprelease kreeg. De film werd op 20 maart 2013 uitgebracht op Dvd en Video-on-demand door Benelux Film Distributors.
In 2024 brengt distributeur Amstelfilm het vierluik ALMANAK, vrouwen om van te houden van Brenninkmeijer in de bioscopen.
Vanaf 2014 traint Brenninkmeijer jong talent door middel van het maken van korte films voor het 48 Hour Film Project. Zo wint hij met zijn korte film Resolve bij de editie Eindhoven in 2017, de prijs van beste film, regie, acteur en ensemble.

## Filmografie

### Speelfilm
| Jaar | Film                                | Regisseur | Producent | Editor | Notities |
| ---- | ----------------------------------- | --------- | --------- | ------ | --- |
| 2024 | Ice Cream                           | Ja        | Ja        | Ja     | Winnaar Beste korte dramafilm op het International Film Festival The Hague 2024                                        |
| 2024 | The Maimed                          | Ja        | Ja        | Ja     | Nominatie Beste korte dramafilm, Beste acteur, Beste actrice op het LHIFF Barcelona 2024                               |
| 2024 | ALMANAK, vrouwen om van te houden   | Ja        | Ja        |        | Bioscoop release |
| 2023 | Last bus                            | Ja        | Ja        | Ja     | |
| 2022 | Burden                              | Ja        | Ja        |        | Prijs voor beste actrice, regie bij Mannheim Arts and Film Festival.                                                   |
| 2020 | Fleur                               | Ja        | Ja        | Ja     | Kortfilm voor 48 Hour Film Project, Amsterdam (PINK). Prijs voor beste actrice, camera, sound design en 'use of prop'. |
| 2019 | Vogels                              | Ja        | Ja        |        | Kortfilm voor 48 Hour Film Project, Eindhoven. Prijs voor best use of line.                                            |
| 2019 | The knock on the door               | Ja        | Ja        | Ja     | Kortfilm voor 48 Hour Film Project, Utrecht. Prijs voor beste actrice.                                                 |
| 2019 | Gelukkig hebben we de Making of nog | Ja        | Ja        | Ja     | Kortfilm voor 48 Hour Film Project, Rotterdam.                                                                         |
| 2018 | Sh!ft                               | Ja        |           |        | Kortfilm in opdracht van Hewlett-Packard. Première tijdens het Filmfestival van Cannes.                                |
| 2017 | Resolve                             | Ja        | Ja        |        | Kortfilm voor 48 Hour Film Project, Eindhoven. Prijs voor beste film, regisseur, acteur en ensemble.                   |
| 2017 | Love you daddy                      | Ja        | Ja        | Ja     | Kortfilm voor 48 Hour Film Project, Rotterdam. Prijs voor beste montage.                                               |
| 2014 | Alles is grijs                      | Ja        | Ja        | Ja     | Kortfilm voor 48 Hour Film Project, Amsterdam.                                                                         |
| 2012 | Lotgenoten                          | Ja        | Ja        | Ja     | User-generated film van de Entertainment Experience. Bioscoop release.                                                 |
| 2011 | Caged                               | Ja        | Ja        | Ja     | |
| 2009 | Great Kills Road                    |           |           | Ja     | Regie: Tjebbo Penning                                                                                                  |
| 2007 | The Italian Connection              | Ja        | Ja        | Ja     | Film onderdeel opening Betuweroute.                                                                                    |
| 2003 | Swingers                            | Ja        | Ja        | Ja     | Bioscoop release |
| 2001 | De Stilte van het Naderen           | Ja        |           | Ja     | Telefilm (EO), Golden Crown Award 2001 op het ICVM Festival in Atlanta (U.S.A.).                                       |
| 1996 | Tasten in het duister               | Ja        |           | Ja     | Televisieserie in 5 delen en als speelfilm.                                                                            |

### Tv-series
| Jaar      | Film                     | Regisseur | Producent | Editor | Notities |
| --------- | ------------------------ | --------- | --------- | ------ | --- |
| 2004      | De Band                  |           |           | Ja     | Regie: Frank Ketelaar |
| 2003      | Bon bini beach           | Ja        |           |        | |
| 2000      | Westenwind               | Ja        |           | Ja     | Won de Televisierring 2000 |
| 1999      | Toscane                  |           |           | Ja     | Regie: Frank Ketelaar |
| 1999      | Echt waar                | Ja        |           | Ja     | |
| 1999      | Blauw blauw              | Ja        |           |        | |
| 1998      | 't Zal je gebeuren...    | Ja        |           | Ja     | |
| 1995 1996 | Voor hete vuren          | Ja        |           | Ja     | |
| 1994 1998 | 12 steden, 13 ongelukken | Ja        |           | Ja     | |
| 1993      | Pleidooi                 |           |           | Ja     | Regie: Mike van Diem, Maarten Treurniet, Willem van de Sande Bakhuyzen Won het Gouden Kalf en Zilveren Nipkowschijf voor beste Televisiedrama |